# オスカル・サンブラーノ
オスカル・ステベン・サンブラーノ・プレシアード（Óscar Steven Zambrano Preciado , 2004年4月20日 - ）は、エクアドル・サント・ドミンゴ・デ・ロス・ツァチラス県サント・ドミンゴ出身のサッカー選手。EFLチャンピオンシップ・ハル・シティAFC所属。ポジションはMF。

## クラブ経歴

### LDUキト
2021年にLDUキトのトップチームに昇格。2022年4月10日のクンバヤFC戦で先発で起用され、プロデビュー。10月22日のCSDマカラ戦では、後半9分にプロ初ゴールを記録。翌2023年シーズンはリーグ戦24試合に起用され、中心選手に成長。

### ハル・シティ
2024年8月16日、ハル・シティAFCに買い取りオプション付きの1年間のローン移籍で加入した事が発表された。

## 代表経歴
2023年にコロンビアで開催された2023 南米ユース選手権に、U-20のエクアドル代表で出場。4位入賞で2023 FIFA U-20ワールドカップにも出場。グループBで2位に入り、決勝トーナメントに進出するも、1回戦で韓国に敗退。同年11月には、2026 FIFAワールドカップ・南米予選に向けてのフル代表に招集された。